# ひとみ (雑誌)
『ひとみ』は、秋田書店が発行していた日本の雑誌。
1958年から1961年まで発行された月刊少女雑誌と、1978年から1991年まで発行された月刊少女向け漫画雑誌との、2つの同名雑誌が存在する。

## 少女漫画雑誌『ひとみ』
少女漫画雑誌『ひとみ』は、小学校低学年から中学生の少女をおもな読者対象とした月刊誌として1978年に創刊（創刊号は同年4月号）。1970年代から1980年代にかけて、イケスミチエコ、英洋子、細川智栄子などの漫画家が活躍。『りぼん』（集英社）、『なかよし』（講談社）、『ちゃお』（小学館）の三大少女向け漫画誌と並ぶ少女向け漫画誌で、全盛期には50万部発行していた。1991年7月発売の同年8月号を最後に休刊となった（後継誌はなく事実上の廃刊）。

### 主な連載作品

#### あ行
- アイドルに☆なりたい!（加納真由美）
- 青空いっぱいのらくがき（立原あゆみ）

#### か行
- 学園悪霊伝（沖田有美子）
- 学園天国（なかの弥生）
- くちびるに恋魔法（岡本ゆり）
- 恋する0.1（たしろ季霧）

#### さ行
- ジェニー（加納真由美）
- スケ番天使さやかがゆく!（岡本ゆり）
- その気でABC（たしろ季霧）
  - その気でABC - マンガ図書館Z（外部リンク）

#### た行
- テディベア（あしべゆうほ）

#### は行
- 伯爵令嬢（細川智栄子）
- 緋色マイロード（イケスミチエコ）
- HELLO!アリス館（大谷美穂）
- ポカポカ春ちゃん（あなだ♠もあ）
- 星くんの朝（立原あゆみ）
- 星のメイリン / 天空戦士 星のメイリン（木花さくや）

#### ま行
- 魔女っ子チックル（原作:永井豪、作画：成実由規）
- みるく☆みらくる（英洋子）

#### や行
- やさしい悪魔（川口まどか）
- ユニコーンの恋人（星合操）

#### ら行
- ロゼ♥ポワント（木花さくや）
- レディ!!（英洋子）
- ロコとエッコのアイドル日記（あべゆたか） - アイドルデュオ「ロコとエッコ」を主人公にした1ページショート作品。ロコとエッコの情報も記載。なおロコとエッコの楽曲イントロ部にもこの漫画が使用された。

#### わ行
- わたしのあきらクン（しらいしあい）

## 発行部数
- 1983年7月 - 10月：500,000部[1]
- 1988年7月 - 10月：500,000部[2]

## 単行本レーベル
- 「ひとみコミックス」「HITOMI COMICS」と表記される。
- 1978年に刊行を開始し、母体となる本誌『ひとみ』が休刊した翌年1992年に新規刊行を停止した。未完の作品の場合は、単行本にて描き下ろしとなった場合と、関連誌である『デジール』に移籍となった場合とがある。
- デザインの特徴としては、最上段に金色の帯、上側が桃色、下側が白色の配色でレイアウトされる（背表紙のみ最下段にも金色の帯）。背表紙ではキャスケット帽とオーバーオール姿の少女のカットを配置し、下に黒色細字のゴシック体で「HITOMI COMICS」と表記される。表表紙では、上段の金色の左側には太字の明朝体で「HITOMI COMICS」と表記され、先頭の「H」「C」のみ白色、他の文字は桃色となる。また、帯の右側には黄色・橙色・黄色のボックスにそれぞれ白文字で「ひ」「と」「み」と入る。裏表紙では、楕円形にカットが描かれ、青色太字の明朝体で「HITOMI COMICS」と表記される。
- ラインナップのうち、『伯爵令嬢』のみが絶版となっておらず、2023年現在もひとみコミックスのレーベルを維持したまま全巻が既刊中である。

## 別冊・派生誌
- デジール - 1978年、『月刊ひとみ』の別冊として創刊。1985年に独立し、その後、『デジールSP』に発展。
- ひとみCCミステリー
- ひとみDX

## 少女雑誌『ひとみ』
少女雑誌『ひとみ』は、1958年7月に月刊誌として創刊（創刊号は同年8月号）。発売日は前月9日。読み物や小説、グラビア写真、漫画などを掲載。1961年3月に発行された4月号を最後に休刊となった。
小説
- 四季のコーラス （作：立松由記夫、絵：江川みさお、1960年2月号）

漫画
- まつげちゃん （赤塚不二夫、1958年）[3]
- 一ばん星の祈り （横山まさみち、1958年）[3]
- まるみの歌 （関谷ひさし、1958年）[3]
- チョウ子ちゃん （ムロタニツネ象、1958年）[3]
- 灯よいつまでも （石川球太、1958年）[3]
- こんにちはパリ （望月あきら、1958年）[3]
- しあわせの星 （田中美智子、1958年）[3]
- あんこちゃん （赤松セツ子、1958年）[3]
- 赤いちぎれ雲 （牧かずま、1958年）[3]
- バレエ靴のひみつ （岸本修、1958年）[3]
- 悲しみよさようなら （渡辺まこと、1958年）[3]
- そよかぜの天使 （木村光久、1958年）[3]
- みつばち少女 （木村光久、1959年）
- 花びら少女 （木村光久、1960年）[3]
- アラーの使者 （原作：川内康範、作画：水野英子、1960年）
- リンリンちゃん （手塚治虫、1960年）